# Mariaposching
Mariaposching é um município da Alemanha, situado no distrito de Straubing-Bogen, no estado da Baviera. Tem 19,61 km² de área, e sua população em 2019 foi estimada em 1.429 habitantes.